# Obrazovanje u Bizantu
Obrazovanje u Bizantu se zasnivalo na antičkoj tradiciji. Obrazovanje je u Bizantu isprva imalo svjetovni karakter - izučavali su se antički pisci, filozofi i povjesničari, mitologija, povijest, gramatika, filozofija i sl. Kasnije počinju da se uvode elementi crkvenog učenja, uključujući izučavanje Biblije i spisa  crkvenih otaca. I pored toga, škola se pokazala kao jedna od najstabilnijih ustanova jer se tijekom tisućugodišnje povijesti Bizantskog carstva vrlo malo mijenjala.
Postojale su tri razine školovanja: osnovno, srednje i visoko. Obrazovanost je u  Bizantu bila veoma cijenjena, a neobrazovanost se prezirala i učeni Bizantinci su bili skloni tome da je ismijavaju. Obrazovanje je u Bizantu bilo i veoma korisno, jer je olakšavalo pristup određenim državnim položajima, omogućavalo promjenu društvenog statusa i životnog standarda.